# Trichomoniasis

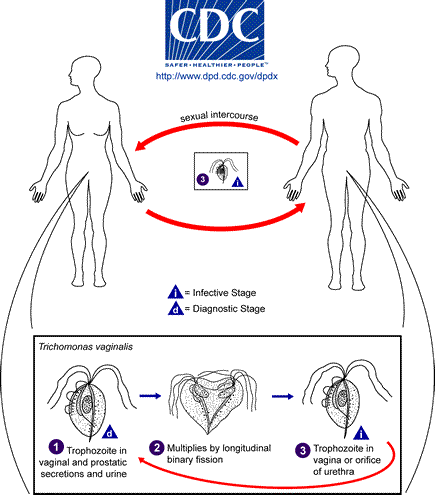
Levenscyclus van Trichomonas vaginalis

Trichomoniasis is een geslachtsziekte die veroorzaakt wordt door de parasiet Trichomonas vaginalis en verkregen kan worden door seksueel contact, maar mogelijk ook door een gedeelde handdoek. Het is een van de veelvoorkomende geslachtsziektes. Vaak komt trichomoniasis voor in combinatie met gonorroe en chlamydia.

## Symptomen
De symptomen bij mannen zijn hevige jeuk aan de penis en urine met een vieze geur. Bij vrouwen zijn de symptomen hevige jeuk aan de vagina, een schuimende groengele urine met vieze geur en pijn aan de schaamlippen. Bij vrouwen raken de eileiders geïnfecteerd en bij mannen de prostaat, de bijballen of de urineleiders.
Trichomoniasis geeft heel vaak geen klachten en het duurt soms jaren voordat de ontstekingen zich voordoen. De ontstekingen bevinden zich in de vagina of in de plasbuis. Vrouwen hebben vaker last van trichomoniasis dan mannen.
De ziekteverschijnselen van trichomoniasis kunnen bij vrouwen al enkele uren na de besmetting optreden, maar ze kunnen ook een paar maanden/jaar uitblijven. De ziekteverschijnselen zijn: een wit schuimende afscheiding die stinkt (kan ook geelgroen zijn), een blaasontsteking en een rode vagina en ook kunnen de schaamlippen geïrriteerd zijn waardoor plassen pijnlijk kan zijn. Als een vrouw hier te lang niets aan laat doen dan kunnen de ontstekingen overslaan naar de eierstokken, en waarschijnlijk tot onvruchtbaarheid leiden.
Bij mannen zijn de ziekteverschijnselen van trichomoniasis minder duidelijk dan bij vrouwen, ook kunnen deze uitblijven. De ziekteverschijnselen bij mannen zijn: een rode eikel, er kan een vieze afscheiding ontstaan die onaangenaam ruikt en het kan een branderig gevoel bij het plassen veroorzaken. Voor mannen is het aangewezen om bij deze verschijnselen naar de dokter te gaan. Als een man hier te lang mee wacht en is besmet, kan de ontsteking overslaan op de prostaat of bijballen wat tot onvruchtbaarheid kan leiden.
Wie geen ziekteverschijnselen heeft en toch besmet is, kan iemand anders hiermee wel besmetten.

## Oorzaken van besmetting
Trichomoniasis kan men krijgen door seksueel contact. Ook het gebruik van andermans handdoek en washandje (of iets dergelijks), die besmet is met Trichomonas vaginalis, kan oorzaak zijn van besmetting. Het risico op besmetting kan gereduceerd worden door monogaam te leven of door het gebruik van een condoom, en door andermans handdoek of washandje (of iets dergelijks) niet te gebruiken. Men kan geen besmetting oplopen door uit een glas te drinken, of iemand te zoenen die trichomoniasis heeft.
Trichomonasinfecties komen incidenteel voor bij pasgeboren zuigelingen, die dan tijdens de geboorte door de moeder besmet zijn.

## Prevalentie
Het aantal volwassen vrouwen met trichomoniasis is ongeveer 10 procent. Bij de mannen is het moeilijker vast te stellen hoeveel er besmet zijn. Bij mannen is het een stuk moeilijker te zien of een man besmet is. Een besmette man vertoont weinig ziekteverschijnselen, of ze blijven helemaal uit.
Het aantal mensen met trichomoniasis ligt ongeveer rond de 2.000 besmette gevallen per jaar in Nederland. Trichomoniasis staat op de 7de plaats van meest voorkomende SOA’s in Nederland.

## Behandeling
Trichomoniasis is te genezen. Microscopisch onderzoek van urine, vaginavocht of vocht uit de prostaat kan de infectie aantonen.
Meestal onderzoekt de arts ook of de patiënt andere geslachtziektes heeft. Bij besmetting krijgt de patiënt een behandeling met een eenmalige dosis antibiotica. De behandeling bestaat uit een zetpil die in de vagina wordt aangebracht en als een normale zetpil, of uit een stel gewone pillen die men moet inslikken. De antibiotica zorgt ervoor dat de Trichomonas vaginalis parasiet gedood wordt. Tijdens de behandeling mag men geen alcohol nuttigen. Het is ook aangeraden tijdens de behandeling geen seksueel contact te hebben om verdere besmetting te vermijden. Omdat het een seksueel overdraagbare ziekte betreft, is het in het algemeen nodig dat de partner ook wordt behandeld.